# Reichelsheim (Odenwald)
Reichelsheim település Németországban, Hessen tartományban. Lakosainak száma 8426 fő (2023. december 31.). Reichelsheim Fränkisch-Crumbach, Brensbach, Brombachtal, Michelstadt, Mossautal, Fürth (Odenwald) és Lindenfels községekkel határos.

## Népesség
A település népességének változása:
| Lakosok száma | 8550 | 8581 | 8437 | 8517 | 8426 |
|               | 2017 | 2019 | 2021 | 2022 | 2023 |